# Hlîbociok, Berezne
Hlîbociok (în ucraineană Глибочок) este un sat în așezarea urbană Sosnove din raionul Berezne, regiunea Rivne, Ucraina.

## Demografie
Componența lingvistică a localității Hlîbociok
     Ucraineană (100%)
Conform recensământului din 2001, toată populația localității Hlîbociok era vorbitoare de ucraineană (100%).